# Chavannes (Drôme)
Pour les articles homonymes, voir Chavannes.
Chavannes est une commune française située dans le département de la Drôme en région Auvergne-Rhône-Alpes.

## Géographie

### Localisation
Chavannes est un village situé dans la région naturelle de Drôme des Collines, à 6 km à l'ouest de Saint-Donat-sur-l'Herbasse et à 17 km au nord-ouest de Romans-sur-Isère.

### Hydrographie
La commune est arrosée par le ruisseau de la Veaune.

### Climat
Pour des articles plus généraux, voir Climat d'Auvergne-Rhône-Alpes et Climat de la Drôme.
En 2010, le climat de la commune est de type climat du Bassin du Sud-Ouest, selon une étude du CNRS s'appuyant sur une série de données couvrant la période 1971-2000. En 2020, Météo-France publie une typologie des climats de la France métropolitaine dans laquelle la commune est dans une zone de transition entre le climat de montagne et le climat méditerranéen et est dans la région climatique  Moyenne vallée du Rhône, caractérisée par un bon ensoleillement en été (fraction d’insolation > 60 %), une forte amplitude thermique annuelle (4 à 20 °C), un air sec en toutes saisons, orageux en été, des vents forts (mistral), une pluviométrie élevée en automne (250 à 300 mm). 
Pour la période 1971-2000, la température annuelle moyenne est de 12,3 °C, avec une amplitude thermique annuelle de 18 °C. Le cumul annuel moyen de précipitations est de 891 mm, avec 7,7 jours de précipitations en janvier et 5,4 jours en juillet. Pour la période 1991-2020, la température moyenne annuelle observée sur la station météorologique de Météo-France la plus proche, sur la commune de Marsaz à 2 km à vol d'oiseau, est de 12,8 °C et le cumul annuel moyen de précipitations est de 883,4 mm,. Pour l'avenir, les paramètres climatiques de la commune estimés pour 2050 selon différents scénarios d'émission de gaz à effet de serre sont consultables sur un site dédié publié par Météo-France en novembre 2022.

### Voies de communication et transports
Le territoire départemental est traversé par les routes départementales 115 et 309 (RD115 et RD309).

## Urbanisme

### Typologie
Au 1er janvier 2024, Chavannes est catégorisée bourg rural, selon la nouvelle grille communale de densité à 7 niveaux définie par l'Insee en 2022.
Elle est située hors unité urbaine et hors attraction des villes,.

### Occupation des sols
L'occupation des sols de la commune, telle qu'elle ressort de la base de données européenne d’occupation biophysique des sols Corine Land Cover (CLC), est marquée par l'importance des territoires agricoles (85,9 % en 2018), en diminution par rapport à 1990 (87,1 %). La répartition détaillée en 2018 est la suivante : 
zones agricoles hétérogènes (84,9 %), forêts (7,5 %), zones urbanisées (6,6 %), prairies (1 %). L'évolution de l’occupation des sols de la commune et de ses infrastructures peut être observée sur les différentes représentations cartographiques du territoire : la carte de Cassini (XVIIIe siècle), la carte d'état-major (1820-1866) et les cartes ou photos aériennes de l'IGN pour la période actuelle (1950 à aujourd'hui).

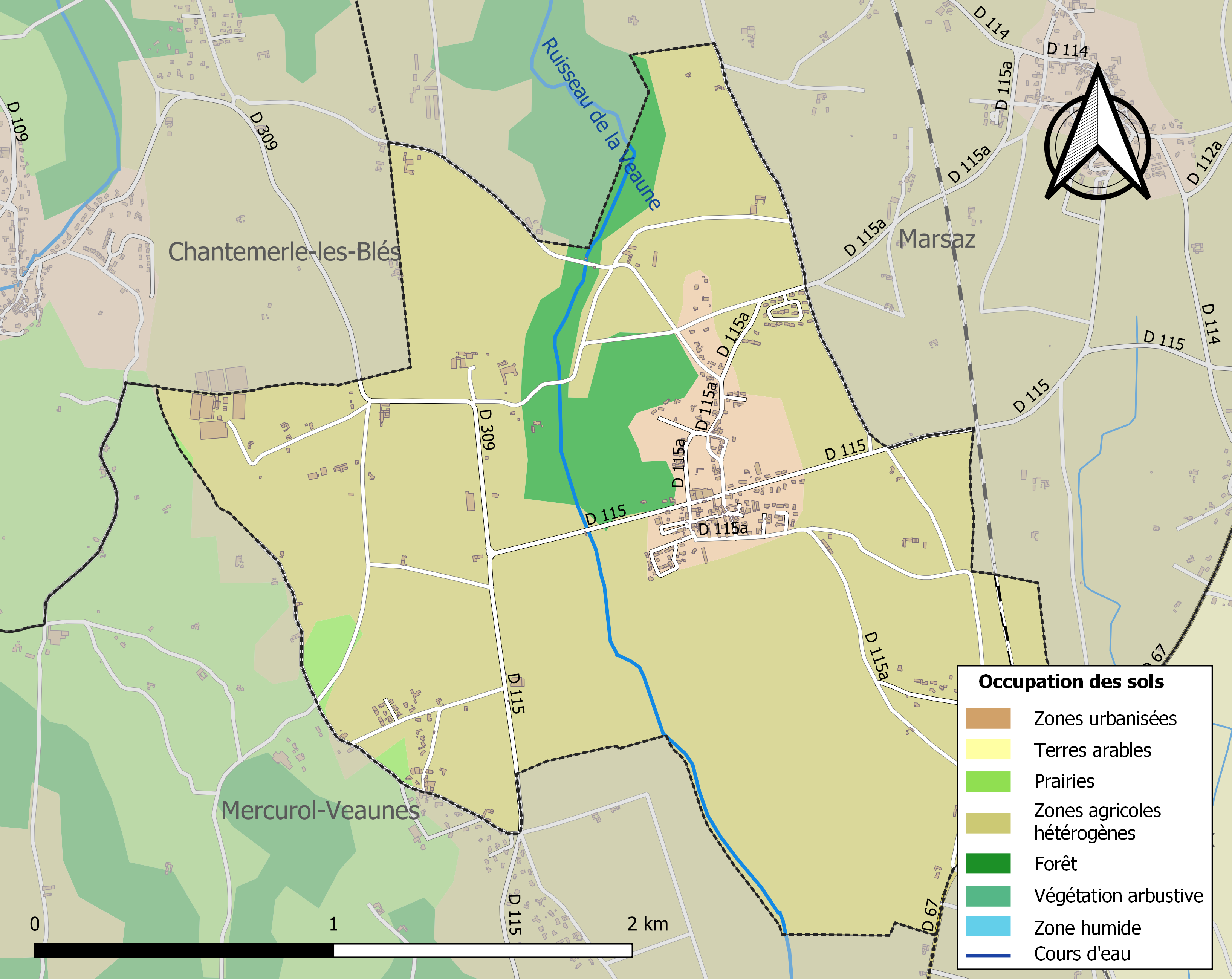
Carte des infrastructures et de l'occupation des sols de la commune en 2018 (CLC).

### Morphologie urbaine

#### Quartiers, hameaux et lieux-dits
Site Géoportail (carte IGN).
- Conrin
- Fouillouse
- Givodière
- Gourasse
- Griauges
- les Égrèves
- les Fonts
- les Grands Prés
- les Marais
- les Sables
- les Sarras
- les Saveaux
- Mouchet
- Thiolatte
- Vénéras

## Toponymie

### Attestations
Dictionnaire topographique du département de la Drôme :
- 1160 : Eschavanias / Eschavanas (cartulaire de Romans, 303).
- XIIe siècle : Chavainas (cartulaire de Romans, 338).
- XIIe siècle : de Eschavainis (cartulaire de Romans, 356).
- 1230 : mention de l'église Saint-Priest : ecclesia Sancti Projecti de Chavagnhas (archives de la Drôme, fonds de Vernaison).
- 1344 : Chavanae (cartulaire Clayriaci, 31).
- 1568 : Chavagne (Bull. soc. d'archéol, XIX, 33).
- 1891 : Chavannes, commune du canton de Saint-Donat.

## Histoire
Pour un article plus général, voir Histoire de la Drôme.

### Du Moyen Âge à la Révolution
XIIe siècle : mention de la famille des Chavannes.
La seigneurie :
- Au point de vue féodal, la terre (ou seigneurie) faisait partie de la baronnie des Clérieux.
- Elle passe aux Claveyson (ils sont seigneurs en 1680).
- Passe aux Rostaing (ils sont seigneurs en 1700).
- Retourne à la baronnie de Clérieux.

1689 (démographie) : douze familles.
Avant 1790, Chavannes était une communauté de l'élection et subdélégation de Valence et du bailliage de Saint-Marcellin.

Elle formait une paroisse du diocèse de Vienne, qui paraît avoir remplacé au XIVe siècle celle de Saint-André des Royons (commune de Clérieux). L'église, dédiée à saint Priest, dépendait du chapitre de Romans qui y prenait la dîme et présentait à la cure.

### De la Révolution à nos jours
La commune de Chavannes fait partie du canton de Saint-Donat depuis 1790.
Le 15 juin 1944, des représailles allemandes font de nombreuses victimes à Chavannes et à Saint-Donat-sur-l'Herbasse. Un odonyme local (rue du 15-Juin-1944) rappelle cet événement.

## Politique et administration

### Liste des maires
| Période                                                                      | Période                     | Identité                            | Étiquette | Qualité       |
| ---------------------------------------------------------------------------- | --------------------------- | ----------------------------------- | --------- | ------------- |
| Les données manquantes sont à compléter. : de la Révolution au Second Empire |                             |                                     |           |               |
| 1790                                                                         | 1871                        | ?                                   |           |               |
| Les données manquantes sont à compléter. : depuis la fin du Second Empire    |                             |                                     |           |               |
| 1871                                                                         | 1874                        | ?                                   |           |               |
| 1874                                                                         | 1878                        | ?                                   |           |               |
| 1878                                                                         | 1884                        | ?                                   |           |               |
| 1884                                                                         | 1888                        | ?                                   |           |               |
| 1888                                                                         | 1892                        | ?                                   |           |               |
| 1892                                                                         | 1896                        | ?                                   |           |               |
| 1896                                                                         | 1900                        | ?                                   |           |               |
| 1900                                                                         | 1904                        | ?                                   |           |               |
| 1904                                                                         | 1908                        | ?                                   |           |               |
| 1908                                                                         | 1912                        | ?                                   |           |               |
| 1912                                                                         | 1919                        | ?                                   |           |               |
| 1919                                                                         | 1925                        | ?                                   |           |               |
| 1925                                                                         | 1929                        | ?                                   |           |               |
| 1929                                                                         | 1935                        | ?                                   |           |               |
| 1935                                                                         | 1945                        | ?                                   |           |               |
| 1945                                                                         | 1947                        | ?                                   |           |               |
| 1947                                                                         | 1953                        | ?                                   |           |               |
| 1953                                                                         | 1959                        | ?                                   |           |               |
| 1959                                                                         | 1965                        | ?                                   |           |               |
| 1965                                                                         | 1971                        | ?                                   |           |               |
| 1971                                                                         | 1977                        | ?                                   |           |               |
| 1977                                                                         | 1983                        | ?                                   |           |               |
| 1983                                                                         | 1989                        | ?                                   |           |               |
| 1989                                                                         | 1995                        | ?                                   |           |               |
| 1995                                                                         | 2001                        | ?                                   |           |               |
| 2001                                                                         | 2008                        | Jacques Pochon                      | DVD       | fonctionnaire |
| 2008                                                                         | 2014                        | Jacques Pochon                      |           | maire sortant |
| 2014                                                                         | 2020                        | Jacques Pochon                      |           | maire sortant |
| 2020                                                                         | En cours (au 10 avril 2021) | Jacques Pochon[source insuffisante] |           | maire sortant |

## Population et société

### Démographie
L'évolution du nombre d'habitants est connue à travers les recensements de la population effectués dans la commune depuis 1793. Pour les communes de moins de 10 000 habitants, une enquête de recensement portant sur toute la population est réalisée tous les cinq ans, les populations de référence des années intermédiaires étant quant à elles estimées par interpolation ou extrapolation. Pour la commune, le premier recensement exhaustif entrant dans le cadre du nouveau dispositif a été réalisé en 2004.

En 2022, la commune comptait 770 habitants, en évolution de +10,47 % par rapport à 2016 (Drôme : +2,64 %, France hors Mayotte : +2,11 %).
| 1793 | 1800 | 1806 | 1821 | 1831 | 1836 | 1841 | 1846 | 1851 |
| ---- | ---- | ---- | ---- | ---- | ---- | ---- | ---- | ---- |
| 255  | 199  | 206  | 276  | 302  | 320  | 324  | 318  | 303  |

| 1856 | 1861 | 1866 | 1872 | 1876 | 1881 | 1886 | 1891 | 1896 |
| ---- | ---- | ---- | ---- | ---- | ---- | ---- | ---- | ---- |
| 306  | 311  | 301  | 271  | 287  | 281  | 286  | 269  | 271  |

| 1901 | 1906 | 1911 | 1921 | 1926 | 1931 | 1936 | 1946 | 1954 |
| ---- | ---- | ---- | ---- | ---- | ---- | ---- | ---- | ---- |
| 287  | 271  | 250  | 227  | 219  | 199  | 226  | 227  | 235  |

| 1962 | 1968 | 1975 | 1982 | 1990 | 1999 | 2004 | 2006 | 2009 |
| ---- | ---- | ---- | ---- | ---- | ---- | ---- | ---- | ---- |
| 242  | 285  | 283  | 316  | 374  | 430  | 426  | 434  | 473  |

| 2014 | 2019 | 2022 | - | - | - | - | - | - |
| ---- | ---- | ---- | - | - | - | - | - | - |
| 658  | 735  | 770  | - | - | - | - | - | - |

### Enseignement
La commune est rattachée à l'académie de Grenoble.

### Manifestations culturelles et festivités
- Fête communale : dernier dimanche de janvier et août[15].
- Fête patronale : 17 novembre[15].

### Loisirs
- Pêche et chasse[15].

### Médias
La population de la commune se situe dans l'aire de diffusion de plusieurs médias :
- Presse écrite
  - Le Dauphiné libéré, quotidien régional
  - L'Agriculture Drômoise, journal d'informations agricoles et rurales, couvre l'ensemble du département de la Drôme.
  - Drôme Hebdo (ancien Peuple Libre), hebdomadaire chrétien d'informations.
- Presse audio-visuelle
  - Ici Drôme Ardèche est une radio publique diffusée sur son territoire et celui du département.

### Cultes
La communauté catholique et l'église paroissiale (propriété de la commune) sont rattachées à la paroisse Notre Dame des Collines de l’Herbasse, elle-même relevant du diocèse de Valence.

## Économie

### Agriculture
En 1992 : céréales, tabac, vergers, vignes, ovins, aviculture.

## Culture locale et patrimoine

### Lieux et monuments
- Château du Mouchet du XVe siècle au XVIIe siècle : fresques du XVIIe siècle[15] / remanié à l'époque moderne[réf. nécessaire].
- Église Saint-Priest de Chavannes : clocher de style roman, statues du XVIIe siècle, oratoire récent[15].
- Plusieurs croix et oratoires[réf. nécessaire].

### Patrimoine naturel
- Zone humide  de six hectares : étang du Mouchet (un hectare), sentier pédagogique autour de l'étang, ruisseau de la Veaune[23].

### Personnalités liées à la commune
- Pierre Palué (né en 1920 à Bordeaux, mort en 2005 à Chavannes) : peintre de l'École de Paris. Il y avait sa résidence[réf. nécessaire].
- Marie Pochon, militante écologique, connue notamment pour avoir coordonné l'action en justice contre la France pour inaction climatique, au sein de Notre affaire à tous. Elle a vécu jusque ses 17 ans à Chavannes (dont son père est maire)[24],[25].

### Héraldique
| Blason de Chavannes | Blason  | De gueules au dauphin d'argent barbé, crêté et lorré d'or, soutenu d'une fasce ondée d'argent. |
| Blason de Chavannes | Détails | Adopté par la municipalité et visible sur la façade de la mairie de la commune.                |